# Koffiemelk

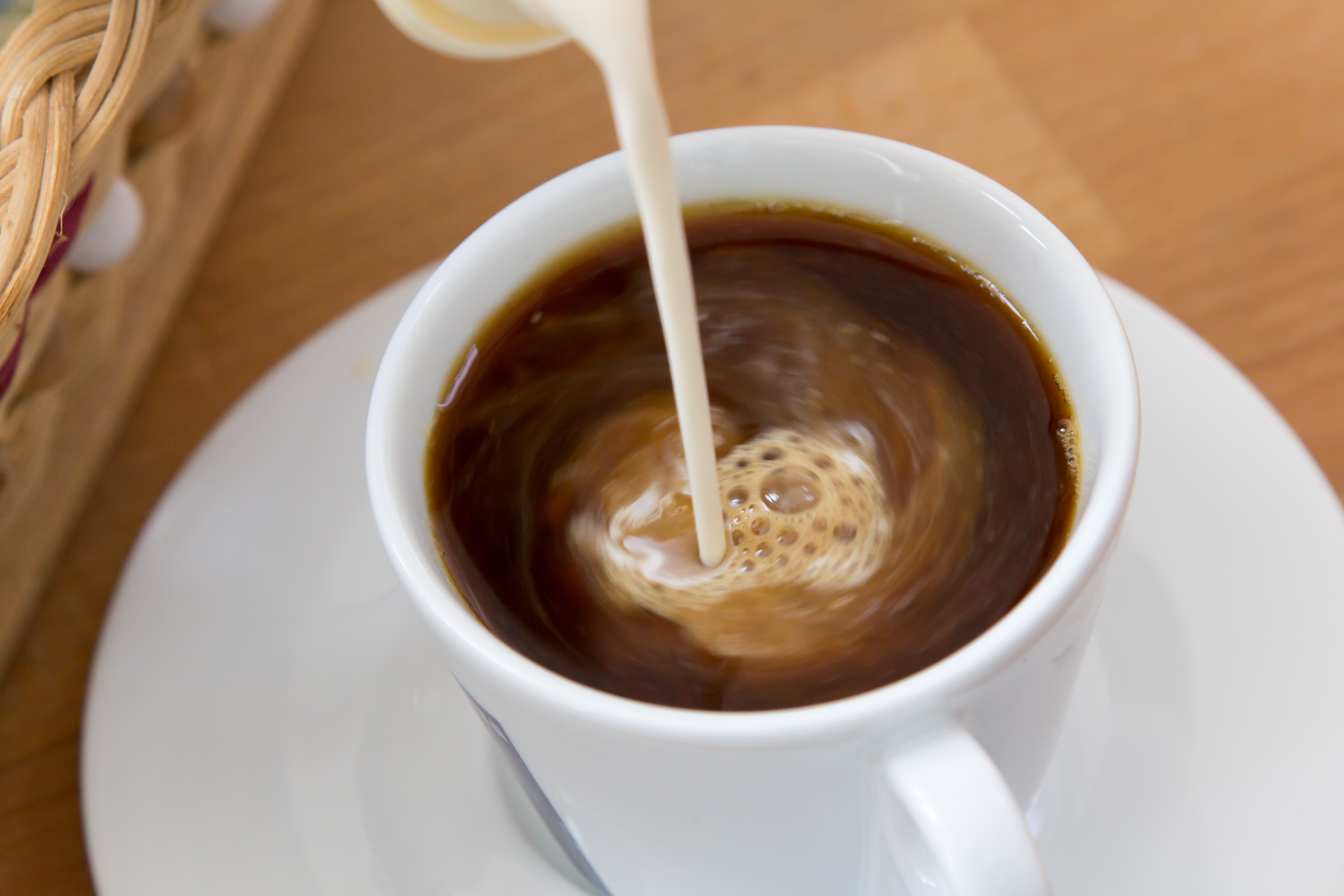
Koffiemelk wordt aan de koffie toegevoegd

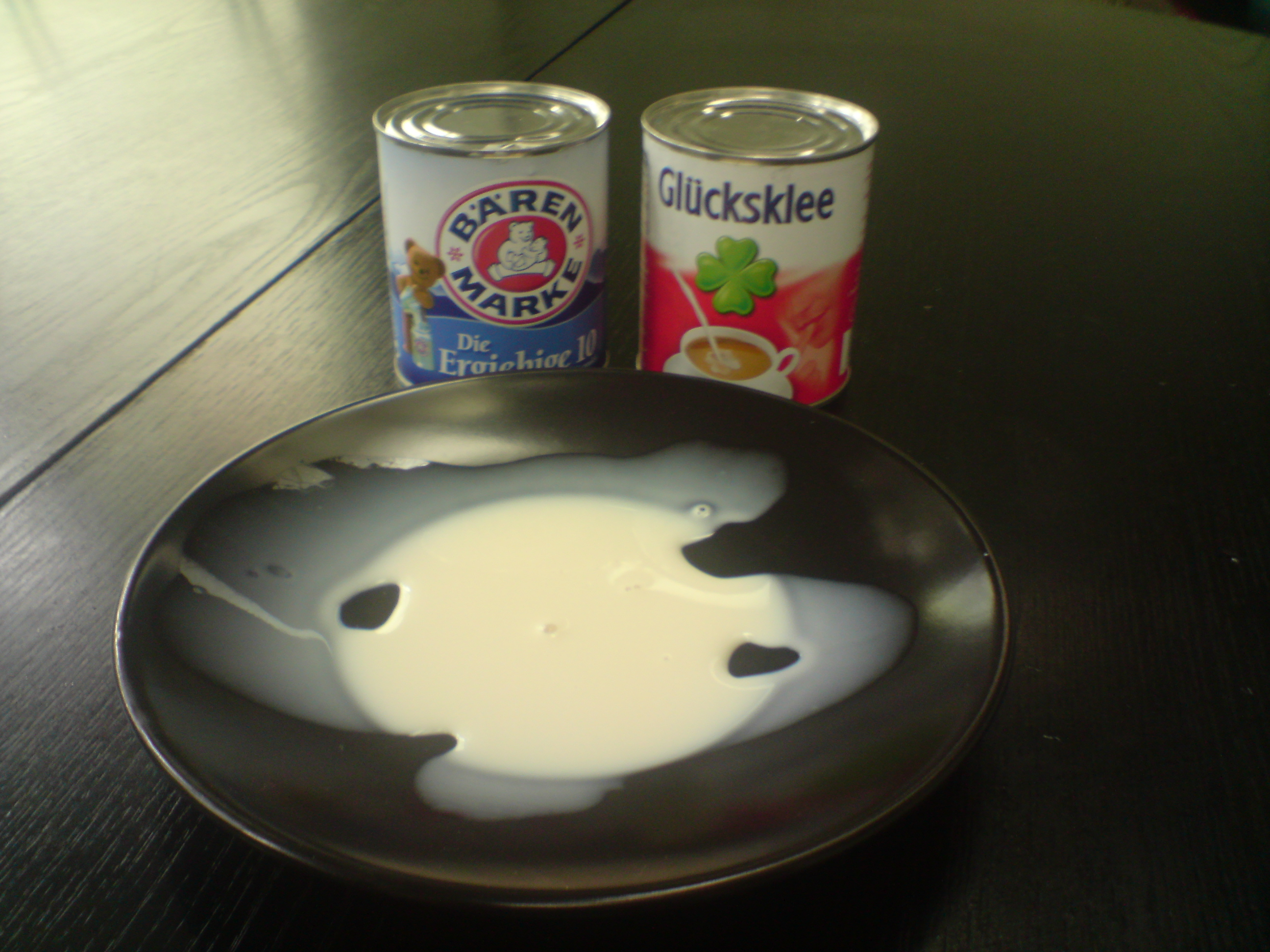
Geëvaporeerde melk

Koffiemelk of geëvaporeerde melk is ingedikte melk bedoeld voor gebruik in koffie. In de praktijk is koffiemelk geëvaporeerd (ingedikt), gehomogeniseerd en gesteriliseerd en wordt er meestal suiker aan toegevoegd.

## Procedure
Vanouds wordt hete (gekookte) melk aan de koffie toegevoegd. De koffie wordt dan soms iets sterker gezet om de verdunning te compenseren. Koude melk in de koffie koelt de koffie echter te veel af. Daarom wordt de melk in de zuivelfabriek geëvaporeerd, een proces dat water onttrekt, zodat de melk wordt ingedikt tot koffiemelk. Bij toevoeging van dezelfde hoeveelheid water ontstaat weer volle of halfvolle melk, echter met de typische smaak van koffiemelk, die het gevolg is van de karamellisatie van de aanwezige suikers in melk.

## Structuur
Koffiemelk heeft door de behandeling een dikkere structuur dan gangbare halfvolle of volle melk en een hoger vetpercentage. Dit, gecombineerd met de karamellisatie tijdens de bereidingswijze, zorgt ervoor dat de aanlenging in de koffie makkelijker verloopt.

## Soorten en verpakkingen
Behalve de traditionele volle koffiemelk bestaat er ook halfvolle en magere koffiemelk, waarin het vetgehalte verminderd is. Koffiemelk wordt verkocht in glazen of kunststof flessen, blikjes, kartonnen verpakkingen in diverse groottes en ook in kleine kunststof cups die een portie voor een kopje koffie bevatten.